# しまねっこ
しまねっこは、島根県の観光マスコットキャラクター。

## 概要
2010年1月に公募によって誕生した島根県観光協会のマスコットキャラクター。島根県の観光キャラクターとしては2代目（1代目は、みことくん・まがたまちゃん）。島根県の応援団でもあるリメンバーしまねの団長、神話博しまねの公式キャラクターでもある。
モチーフは黄色のネコ。頭に大社造の帽子をかぶっており、首にはしめ縄のマフラーを巻いている。島根県安来市在住のグラフィックデザイナー、イラストレーターの藤川康弘が作成した。

## プロフィール
- 年齢 - 不明
- 性別 - 不明（男の子???）
- 出身地 - 島根県のどこか
- 性格 - とにかく明るい!
- 好きな食べ物 - どんちっちアジ[1][2]
- 趣味 - そば打ち[1]、牛突き、石見神楽、温泉巡り
- 特技 - しめ縄作り
- 長所 - 誰とでも仲良くなれること
- 短所 - 最近食べすぎで少し動きが鈍いこと

## 歴史

### 2010年
- 1月 - 公募により、島根県の新観光キャラクター「しまねっこ」が誕生。

### 2011年
- 11月27日 - タウンページ協賛ゆるキャラ(R)グランプリ2011にて21位にランクイン。

### 2012年
- 2月18日 - 島根県物産観光館内に「しまねっこのお家」がオープン[3]。
- 4月29日 - 道の駅キララ多伎内に「しまねっこのべっそう」がオープン[4]。(当初2012年11月11日までの期間限定とされていたが、2013年2月現在も設置[5])
- 10月28日 - 第7回ゆるキャラ(R)カップin鳥取砂丘の人気投票で1位を獲得[6]。
- 11月25日 - タウンページ協賛ゆるキャラ(R)グランプリ2012にて6位にランクイン[7]。
- 12月18日 - 12月18日～12月27日の間に島根県内10箇所の幼稚園･保育園を訪問するお礼巡りキャラバンを実施[8]。

### 2013年
- 1月 - 全国から昨年の2倍以上に当たる294通の年賀状（約8割が県外から）が届く[9]。
- 3月22日 - しまねっこが出雲大社の「平成の大遷宮」をPRするため松江中央郵便局でしまねっこがデザインされた宅配箱で46都道府県のゆるキャラに島根県の観光ガイドブック等を送る[10]。
- 4月1日 - 公式ツイッターでエイプリルフールにちなんだツイートを行う。ツイートは、松江城大手前のお堀にできた新観光名所[11]、島根県横断マラソン中[12]、CDデビュー[13]、結婚[14]、映画公開[15]など。新観光名所のツイートには関連ツイートもある[16][17]。
- 7月23日 - くまモン･ひこにゃん･バリィさんなど人気ゆるキャラ10人宛てに暑中見舞いを送り、島根県をPR[18]。
- 9月21日 - しまねっこをあしらった一畑電車初のフルラッピング車両「ご縁電車しまねっこ号」が登場[19]。
- 11月24日 - ゆるキャラ(R)グランプリ2013で昨年を約20万票上回る34万3695票を集め、10位にランクイン[20]。

### 2014年
- 1月7日 - しまねっこ宛に届いた年賀状が昨年の12倍となる3568通（過去最大）であったと発表[21]。
- 5月1日 - 山陰合同銀行が電子マネーカード「ごうぎんデュプリ」の新デザインとして、トリピーとしまねっこを配したカードの発行を開始[22]。
- 5月29日 - イズミが島根県内のゆめタウン･ゆめマートにおいて電子マネーカード「しまねっこゆめか」の発行を開始[23]。
- 7月 - 島根県がしまねっこの使用料を無料化[24]。
- 10月20日 - ゆるキャラグランプリ2014のネット投票で、8位に入り決選投票への進出を果たす[25] 。
- 11月3日 - ゆるキャラグランプリ2014の決選投票イベントで総合7位にランクインした[26]。

### 2015年
- 11月23日 - ゆるキャラグランプリ2015で10位にランクインし、4年連続のトップ10をキープ[27]。
- 12月 - 島根県のヒカミが「しまねっこ」などで全面装飾したラッピングトラックを製作し、稼動開始[28]。

### 2016年
- 3月19日 - 一畑バスが車体にしまねっこをあしらった定期観光バス「ご縁バスしまねっこ号」の運行を開始[29]。
- 9月14日 - 静岡県磐田市のご当地キャラクターしっぺいとおともだち協定を締結[30]。
- 11月6日 - ゆるキャラグランプリ2016で10位にランクインし、5年連続のトップ10をキープ[31]。

### 2017年
- 9月5日 - 「全国ご当地キャラクタースポーツ大会ｉｎ大田原」に参加[32]

### 2018年
- 8月20日 - しまねっこの期間限定カフェが東京都の代官山･南青山にオープン[33]。
- 9月19日 - 近畿日本ツーリスト首都圏が「しまねっこ」と共同で企画した商品「しまねっこのご縁たび♪」の販売開始[34]。

### 2022年
- 6月 安来節「踊」2級に合格[35]

## メディア出演

### テレビ出演
- ガチガセ（日本テレビ）
  - 2012年11月30日放送。
- うわっ!ダマされた大賞（日本テレビ）
  - ドッキリの仕掛け人として。兵庫県のちっちゃいおっさん、茨城県のハッスル黄門、福島県のがくとくんとともに登場した。

### CM
- 十六茶（アサヒ飲料） 
  - 2013年2月5日より全国放送開始。「イキイキ登場」編中国地方版、「イキイキ展開」編では全国版･中国地方版に出演している。

### ゲーム
- Root letter ルートレター（角川ゲームス）- 本人役。
  - マップ内に隠れている「しまねっこ」を探すイベントがあり、楽曲を視聴できるようになる。
- Root Film ルートフィルム（角川ゲームス） - 本人役[36]。
  - 2020年4月23日発売。
- 戦国パズル!!あにまる大合戦（株式会社ラクジン） - 本人役[37]。
  - 2016年にコラボキャラとして登場した。また、2020年にしまねっこ誕生10周年記念として再登場した[37]。

## テーマソング
いずれも公式サイトからダウンロード可能。島根県を中心に活動する女性デュオシンガーソングライターのkotonohaが歌う。
- しまねっこのうた（作詞・作曲：ことのは もえ）
しまねっこ自身をテーマにした曲。
- しまねのお宝おしえるにゃ（作詞：しまねっこーず、作曲：ことのは ゆか）
しまねっこが島根の名物・名所を紹介する曲。